# Alper Tezcan
Alper Tezcan (* 3. Mai 1980 in Silivri) ist ein ehemaliger türkischer Profifußballspieler.
Tezcan ging aus der Jugend von Galatasaray Istanbul hervor. In seiner sehr kurzen Profikarriere konnte er in seiner ersten und letzten Saison (99/00) bei Galatasaray den UEFA-Cup und die Meisterschaft der Süper Lig erreichen.
Nach einer Verletzung in der UEFA-Cup-Begegnung gegen den FC Bologna wurde Tezcan nach einem Foul von Pierre Womé 11 Mal operiert, was eine Fortführung seiner Karriere im Profifußball unmöglich machte, da er – nach eigenen Angaben – falsch operiert worden war. Seinem Ex-Club Galatasaray wirft er mangelnde Aufmerksamkeit während seiner Verletzung vor. Den Großteil der Operationskosten soll die eigene Familie übernommen haben.
Zurzeit spielt er beim Drittligisten Gazitepe Silivri.

## Trivia
Aufgrund finanzieller Probleme versteigerte Tezcan am 23. Februar 2009 seine UEFA-Cup-Medaille aus dem Jahr 2000 über eine Internetplattform für umgerechnet ca. 93.000 €. Später stellte sich heraus, dass der Bieter das Geld nicht bezahlen konnte.